# Віскассет (Мен)
Віскассет (англ. Wiscasset) — місто (англ. town) в США, в окрузі Лінкольн штату Мен. Населення — 3742 особи (2020).

## Демографія
Згідно з переписом 2010 року, у місті мешкали 3732 особи в 1520 домогосподарствах у складі 993 родин. Було 1782 помешкання
Расовий склад населення:
| - 96,8 % — білих - 0,9 % — азіатів - 0,5 % — чорних або афроамериканців - 0,4 % — корінних американців |

До двох чи більше рас належало 1,4 %. Частка іспаномовних становила 1,0 % від усіх жителів.
За віковим діапазоном населення розподілялося таким чином: 19,7 % — особи молодші 18 років, 63,9 % — особи у віці 18—64 років, 16,4 % — особи у віці 65 років та старші. Медіана віку мешканця становила 43,5 року. На 100 осіб жіночої статі у місті припадало 102,4 чоловіків;  на 100 жінок у віці від 18 років та старших — 99,8 чоловіків також старших 18 років.
Середній дохід на одне домашнє господарство  становив 64 692 долари США (медіана — 39 554), а середній дохід на одну сім'ю — 87 109 доларів (медіана — 60 063). Медіана доходів становила 51 424 долари для чоловіків та 30 689 доларів для жінок. За межею бідності перебувало 16,8 % осіб, у тому числі 16,2 % дітей у віці до 18 років та 14,4 % осіб у віці 65 років та старших.
Цивільне працевлаштоване населення становило 1770 осіб. Основні галузі зайнятості: освіта, охорона здоров'я та соціальна допомога — 22,3 %, роздрібна торгівля — 19,4 %, виробництво — 11,2 %, мистецтво, розваги та відпочинок — 9,4 %.